# 行動傳真碼
行動傳真碼，一種來自台灣的新通訊技術，即以電子郵件來接收一般的傳真文件，實現台灣傳真文件全世界都可以收得到的夢想（即fax to e-mail的技術）。
在台灣行動傳真碼目前是以0945或0943為開頭的門號。有別於台灣「(區域碼) + xxxx - yyyy」的傳真號碼。

## 外部連結
- 尤美電信網 （页面存档备份，存于）